# 大潮 (駆逐艦)
| 大潮           | |
| 艦歴           | |
| 発注           | ②計画 |
| 起工           | 1936年8月5日 |
| 進水           | 1937年4月19日 |
| 就役           | 1937年10月31日 |
| 最期           | 1943年2月21日、米潜水艦の雷撃で沈没                                                                                       |
| 除籍           | 1943年4月1日 |
| 性能諸元       | |
| 排水量         | 基準：約2,000t、公試：2,400t                                                                                              |
| 全長           | 118.00m |
| 全幅           | 10.386m |
| 吃水           | 3.71m（公試平均） |
| 機関           | オール・ギアードタービン2基2軸 ロ号艦本式重油専焼缶3基 51,026hp（公試）                                                   |
| 最大速力       | 35.98kt（公試） |
| 航続距離       | 18ktで5,190浬 |
| 燃料           | 重油591.9t |
| 乗員           | 230名 |
| 武装（新造時） | 50口径12.7cm連装砲 3基6門 25mm機銃 Ⅱ×2 （または13mm機銃 Ⅱ×2） 61cm4連装魚雷発射管 2基8門 （九〇式魚雷16本） 九一式爆雷×36 |

大潮（おおしお / おほしほ）は、日本海軍の朝潮型駆逐艦2番艦である。1937年（昭和12年）10月に竣工し、太平洋戦争ではバリ島沖海戦、ガダルカナル島からの撤退作戦などで活躍した。1943年（昭和18年）2月、輸送船団護衛中にアドミラルティ諸島沖で米潜水艦の雷撃を受け、沈没した。

## 艦歴

### 太平洋戦争まで
1935年（昭和10年）9月6日、舞鶴海軍工廠で建造の駆逐艦が大潮と命名され、同日附で新設された朝潮型駆逐艦の同型となった。 1936年（昭和11年）8月5日に起工。1937年（昭和12年）4月19日に進水した。舞鶴要港部司令官中村亀三郎中将は『のどかなる　さくらさきそう　春の海に　しぶきたてゆく　ふなおろし見る』という自作の和歌を記念として贈った。7月7日に盧溝橋事件が発生し、上海方面に派遣する駆逐艦が必要になったため艤装工事を急ぎ、10月31日に竣工した。大潮は速力35.98ノットを記録した。同型1番艦の朝潮、同日竣工した3番艦満潮の3隻で、同日附で第25駆逐隊を編制した。
1938年（昭和13年）1月、佐世保海軍工廠で蒸気タービン機関の改造工事を実施した（臨機調事件）。1月8日に4番艦荒潮が第25駆逐隊に編入した。1939年（昭和14年）11月に横須賀鎮守府へ転籍し、第25駆逐隊は第8駆逐隊に改称された。15日附で 第二艦隊・第二水雷戦隊に編入され、以後中国方面で活動した。1940年（昭和15年）10月11日、第8駆逐隊各艦は横浜港沖で行われた紀元二千六百年特別観艦式に参加。第三列（金剛、榛名、熊野、鈴谷、最上、利根、筑摩、陽炎、《大潮、朝潮、荒潮、満潮》、霰、霞、不知火、黒潮、雪風、初風）に配置された。太平洋戦争直前の1941年（昭和16年）9月1日、第8駆逐隊司令に阿部俊雄大佐が就任した。

### 太平洋戦争緒戦
12月8日の太平洋戦争開戦時、第8駆逐隊は第二艦隊（近藤信竹中将）の南方部隊本隊に所属していた。マレー作戦、リンガエン湾上陸作戦を支援した。
日本軍はバリ島の攻略を計画し、第8駆逐隊と輸送船2隻が1942年（昭和17年）2月19日未明にバリ島に到着、兵員と物資の揚陸を始めた。夕刻に揚陸は完了したが、昼に空襲で輸送船相模丸が損傷し、満潮と荒潮が護衛して先にマカッサルに帰投を始めた。同日夜にロンボック海峡で朝潮と大潮が米蘭の連合艦隊と交戦、蘭駆逐艦ピート・ハインを撃沈した。20日未明、急報を受けて反転した満潮と荒潮がバダン海峡に突入したが、反撃され満潮が大破した。同日朝、第8駆逐隊は軽巡長良と第21駆逐隊（若葉、子日、初霜）に護衛されマカッサルへの退避を図ったが空襲を受け、大潮も損傷した。
- 宇垣纏連合艦隊参謀長は『バンダ海峡における第八驅逐隊の海戦振りは誠に見事なり。蘭巡洋艦二、蘭米驅逐艦三撃沈其の他二に大損害を與へたり。之をバンダ海峡夜戦と銘打つて世に問ふべきなり。一驅逐隊を以て誠に立派なる夜戦なり。司令は阿部弘毅少将の弟なりと云ふ』と第8駆逐隊を賞賛した[19]。山本五十六連合艦隊司令長官は12月8日、バリ島沖海戦における第8駆逐隊に感状を与えた[20]。

4月10日、第8駆逐隊は第二艦隊・第四水雷戦隊に編入された。大潮と満潮はマカッサルで応急修理した後、16日-17日に台湾高雄市に立ち寄り、22日に横須賀へ到着した。大潮は5月10日に横須賀を出発、13日に舞鶴に到着し本格的な修理に入った。15日に修理のため第8駆逐隊から外れ、特別役務艦に指定された。
修理中の10月2日～11月10日、艦橋に対空見張り用の穴を設ける工事を行った。10月10日、特型運貨船（大発動艇）搭載装置を設置する工事を行うことになった。12月20日、廣瀬弘中佐が艦長に就任した。27日に修理が完了し、29日に第8駆逐隊に復帰した。同日、ソロモン諸島に進出するため舞鶴を出発した。

### ガダルカナル島の戦い、沈没
1943年（昭和18年）1月9日朝、大潮はラバウルを経由してショートランド泊地に到着。ガダルカナル島へのドラム缶輸送作戦（鼠輸送）に投入され、10-11日、駆逐艦8隻（大潮、荒潮、黒潮、巻波、江風、嵐、初風、時津風）でガ島への第六次輸送作戦を実施した。11日、大潮、荒潮、江風、巻波はニューギニア方面護衛部隊に編入され、ショートランド泊地を出発してラバウルへ向かった。22日、輸送船団を護衛しニュージョージア諸島（ニュージョージア島）ムンダへの輸送作戦を実施した。
日本はガダルカナル島からの撤退を決め、2月に撤収作戦(ケ号作戦)を実施した。大潮は全3回（1日、4日、7日）にすべて出動し、成功させた（編制はケ号作戦参照）。20日、輸送船団護衛中にアドミラルティ諸島のマヌス島沖で米潜水艦アルバコアの雷撃を受けた。魚雷1本が右舷前部機械室付近に命中、航行不能となった。荒潮に曳航されてトラック泊地への避退を開始（20日17時時点の位置南緯00度55分 東経147度08分 / 南緯0.917度 東経147.133度）。だが21日朝、曳航中に船体が中央部で断裂、大潮は沈没した。戦死者8名（士官1、下士官兵7）。荒潮は大潮乗員を収容してラバウルに帰投した。
4月1日、帝国駆逐艦籍から除籍された。同日附で第8駆逐隊も解隊した。艦名は海上自衛隊の潜水艦「おおしお」に引き継がれた。

## 歴代艦長
艤装員長
1. 山代勝守 少佐：1937年7月1日[42] - 1937年10月5日[43]

駆逐艦長
1. 山代勝守 少佐：1937年10月5日[43] - 1938年1月20日[44]
2. 勝見基 少佐：1938年1月20日[44] - 1938年8月2日[45]
3. （兼）脇田喜一郎 少佐/中佐：1938年8月2日[45] - 1938年12月15日[46]
4. 飛田健二郎 少佐：1938年12月15日[47] - 1939年10月15日[48]
5. 渡邉保正 少佐/中佐：1939年10月15日[48] - 1940年9月16日[49]
6. （兼）塚本守太郎 少佐/中佐：1940年9月16日[49] - 1940年11月15日[50]
7. 吉川潔 中佐：1940年11月15日[50] - 1942年5月25日[51]
8. （兼）友重丙 中佐：1942年5月25日[51] - 1942年9月10日[52]
9. 杉岡幸七 中佐：1942年9月10日[52] - 1942年11月15日[53]
10. 山名寛雄 少佐：1942年11月15日[53] - 1942年12月20日[54]
11. 廣瀬弘 中佐：1942年12月20日[54] - 1943年3月15日[55]